# Porte de Mars

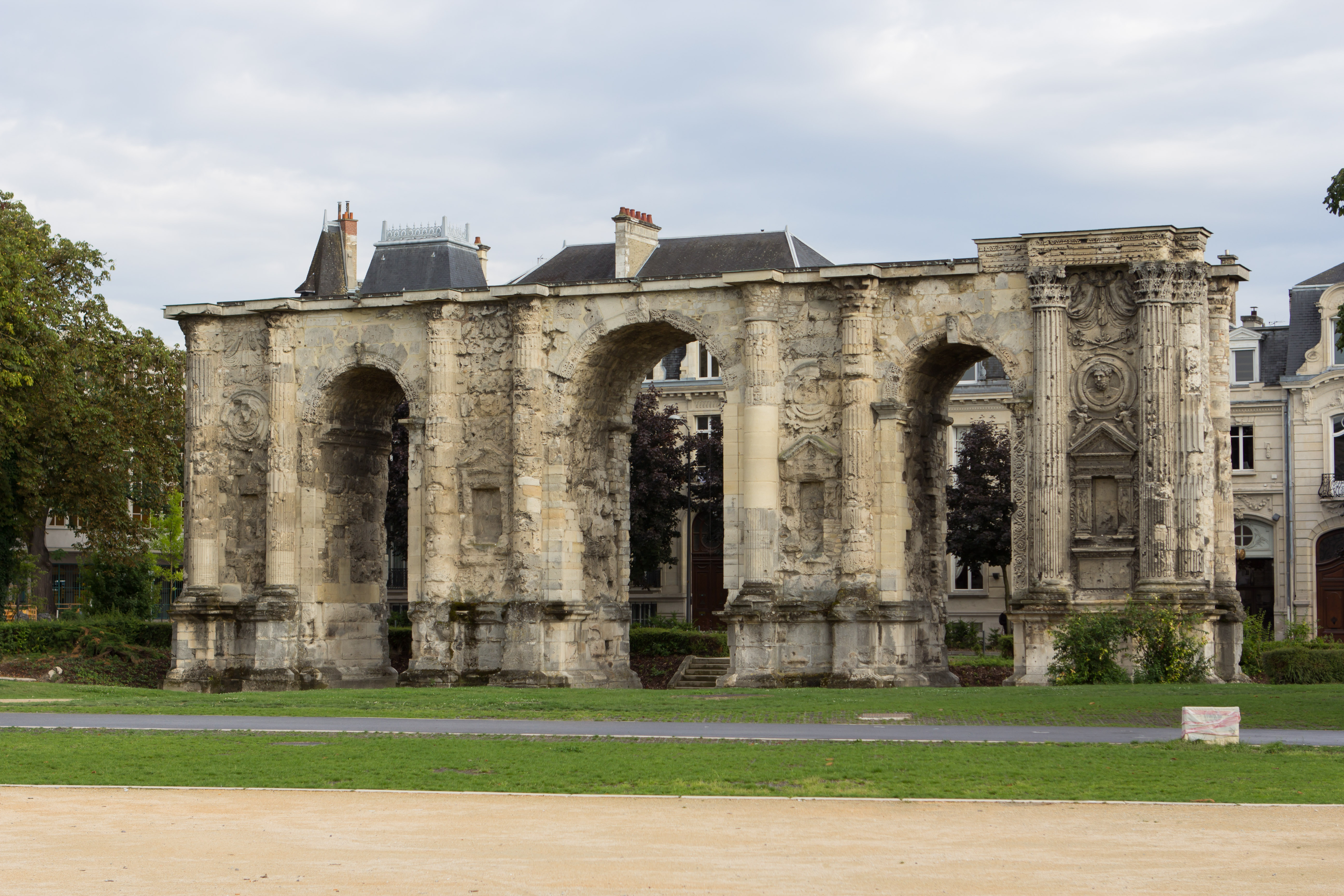
Porte de Mars

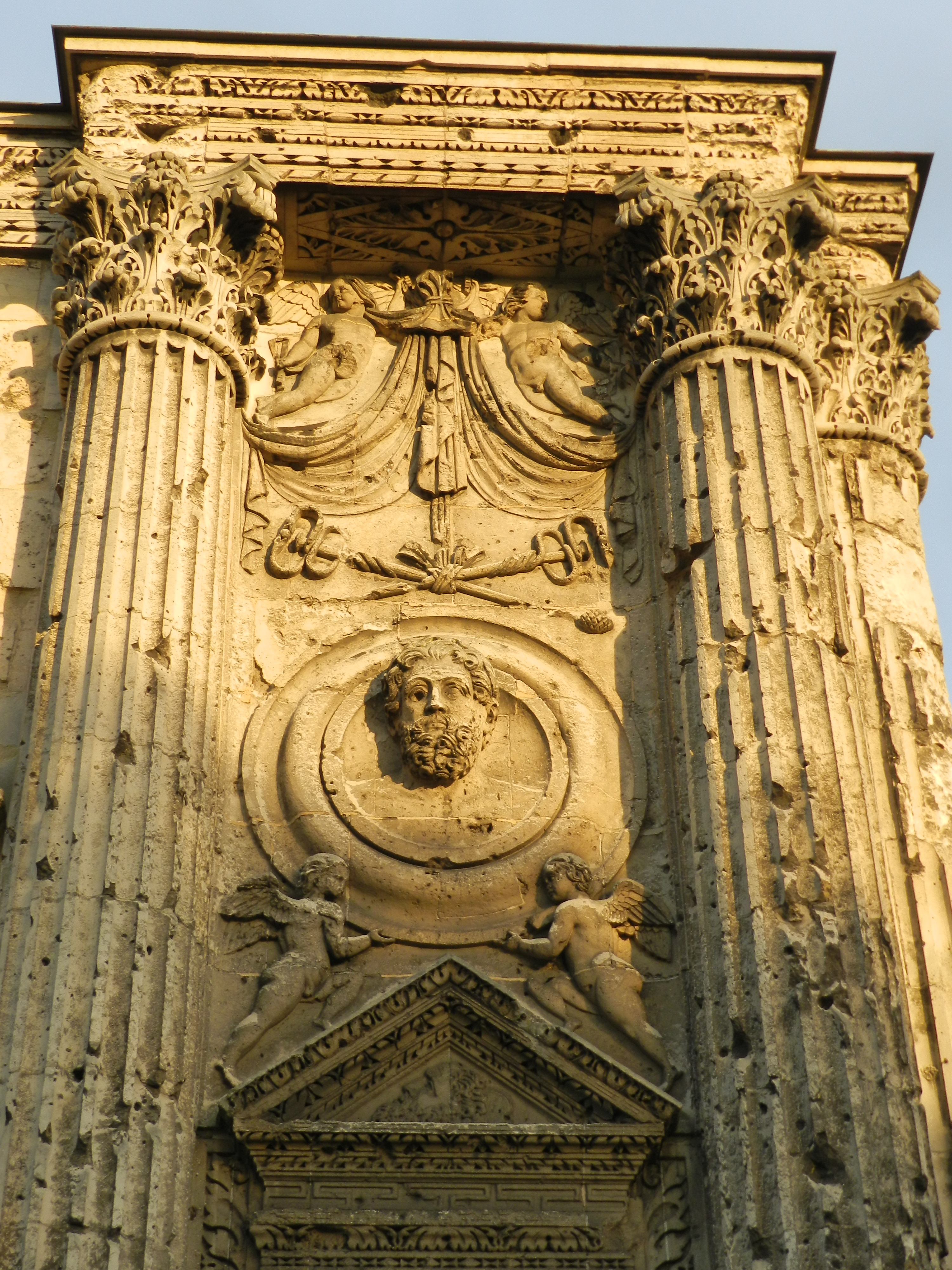
Detail

De Porte de Mars is een Romeinse triomfboog in de Franse stad Reims. De Porte de Mars ligt in het noorden van de stad aan het park Les Hautes Promenades en kreeg haar naam van een verdwenen tempel gewijd aan de god Mars in haar nabijheid. De boog is in 1840 beschermd als historisch monument.

## Geschiedenis
De triomfboog werd gebouwd in de Gallo-Romeinse stad Durocortorum, de toenmalige hoofdstad van Gallia Belgica. Het bouwjaar is onzeker. Van oudsher wordt een tijdstip tussen 130 en 190 aangenomen, maar volgens archeologisch onderzoek zou dit ook in de eerste drie decennia van de 3e eeuw kunnen zijn. De triomfboog werd gebouwd op het einde van de voornaamste verkeersas van noord naar zuid, de cardo maximus, die uitgaf op de weg naar Soissons en Bavay. Tegelijk werden drie andere triomfbogen gebouwd op de voornaamste verkeersassen van de stad. Hiervan zijn echter geen resten bewaard. Het ging niet om triomfbogen om een militaire overwinning te vieren, maar om monumenten om de rijkdom van de stad uit te drukken.
Een stadsmuur werd gebouwd in de 4e eeuw, op het moment van een tijdelijke economische heropleving na de crisis van de tweede helft van de 3e eeuw veroorzaakt door barbaarse invallen. De muur verbond de vier bogen die hierdoor een functie van stadspoort kregen. Deze functie behielden ze in de middeleeuwen.
Rond 1228 werd de Porte de Mars een onderdeel van het aartsbisschoppelijk kasteel. In de 14e eeuw werd een nieuwe stadsmuur gebouwd en de stadspoort kwam ongeveer 100 meter oostelijker te liggen. Deze middeleeuwse poort die ook de naam Porte de Mars droeg werd afgebroken in de 19e eeuw. Tijdens de afbraak van het kasteel in de 17e eeuw kwam de Porte de Mars gedeeltelijk weer vrij te liggen. Na de afbraak van de resterende stadsomwalling aan het begin van de 19e eeuw kwam de boog volledig vrij en ontstond er wetenschappelijke interesse in het monument. De Porte de Mars werd na tussenkomst van Prosper Mérimée beschermd in 1840 als eerste historisch monument in Reims. Een eerste restauratie volgde in 1844-1845. Tussen 1982 en 1984 volgde een restauratie om het monument voor verder verval te behoeden. Een nieuwe restauratie is gestart in 2015.

## Beschrijving
De triomfboog is uitzonderlijk door zijn breedte, die 32,4 meter bedraagt. De boog is 6,4 meter breed en 13 meter hoog maar was in de oudheid nog hoger. Toen droeg de poort nog een intussen verdwenen bovenstructuur.
De Porte de Mars telt drie poorten. De middelste poort was voorbehouden aan wagens (hiervan getuigen de wagensporen in de stenen in het wegdek) en de twee buitenste poorten aan het voetverkeer. De boog is aan elke zijde versierd met acht gebeeldhouwde Koryntische zuilen. Daarnaast zijn er bas-reliëfs van mythische scènes: Romulus en Remus (oostelijke boog) en Leda en de zwaan (westelijke boog). De gewelven van de poorten bevatten twaalf afbeeldingen die een kalender van de landbouwseizoenen voorstellen. Hiervan zijn er nog maar zeven voldoende zichtbaar om ontcijferd te worden.

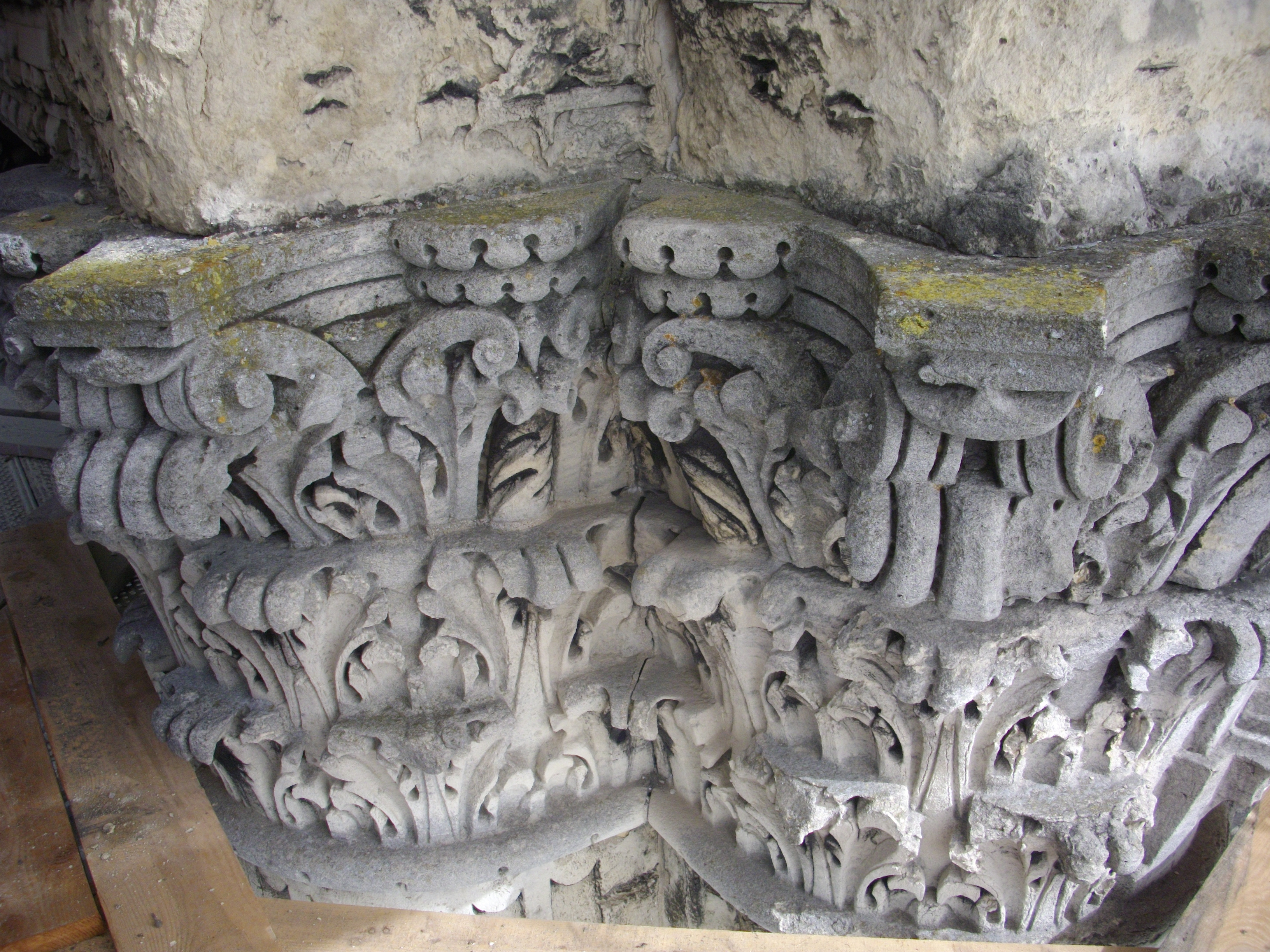
Kapitelen
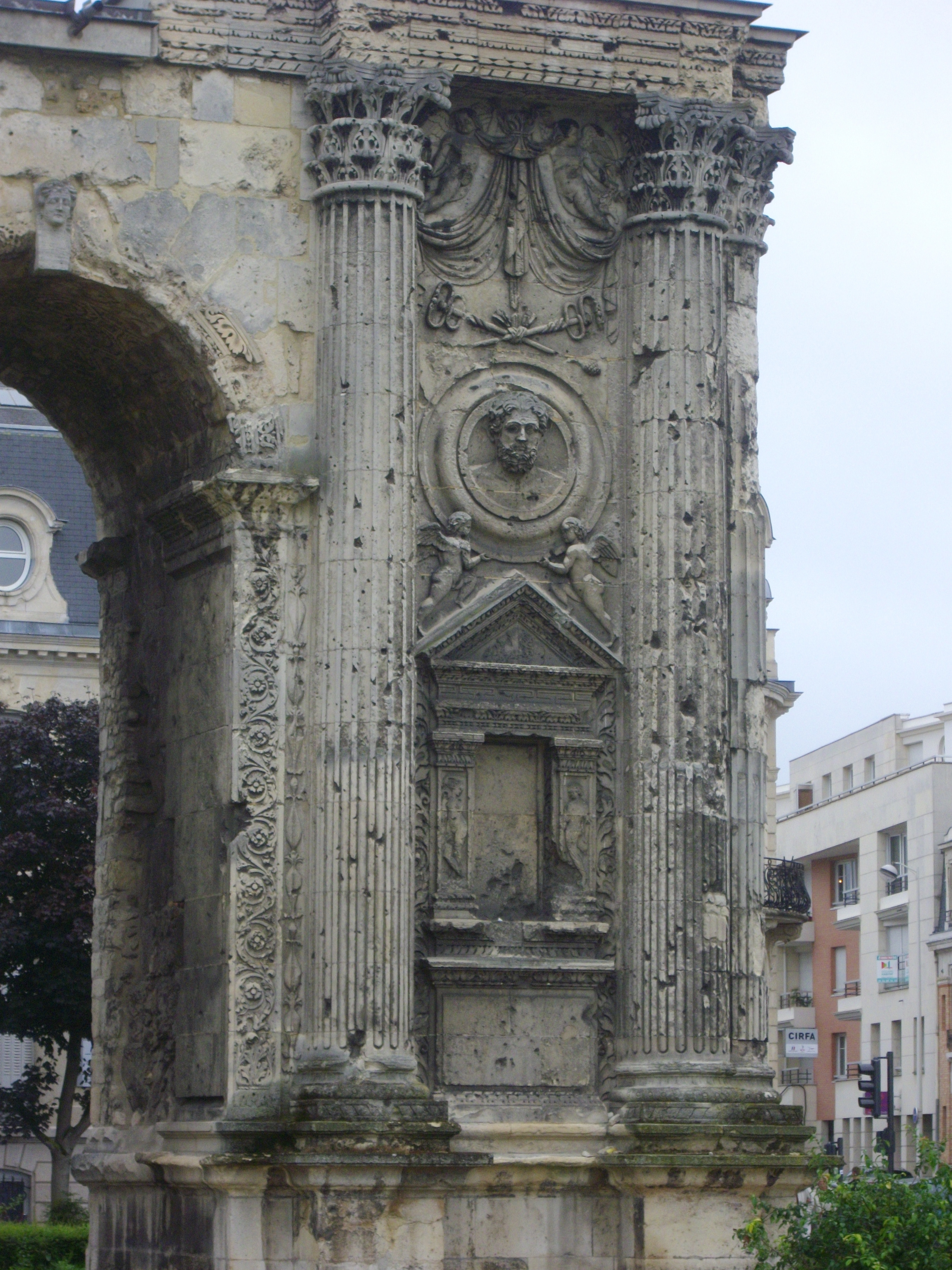
Westelijke zijde
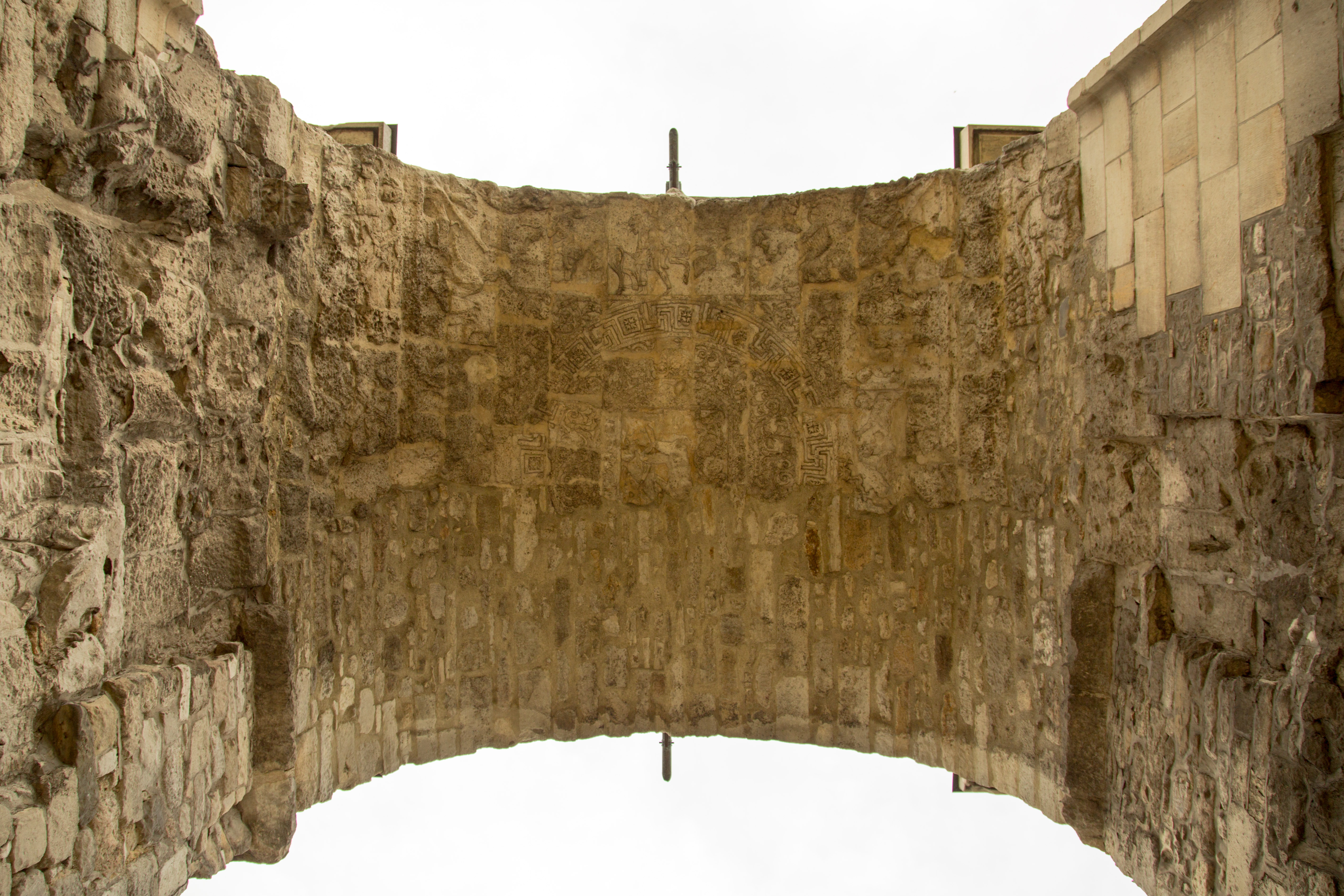
Booggewelf
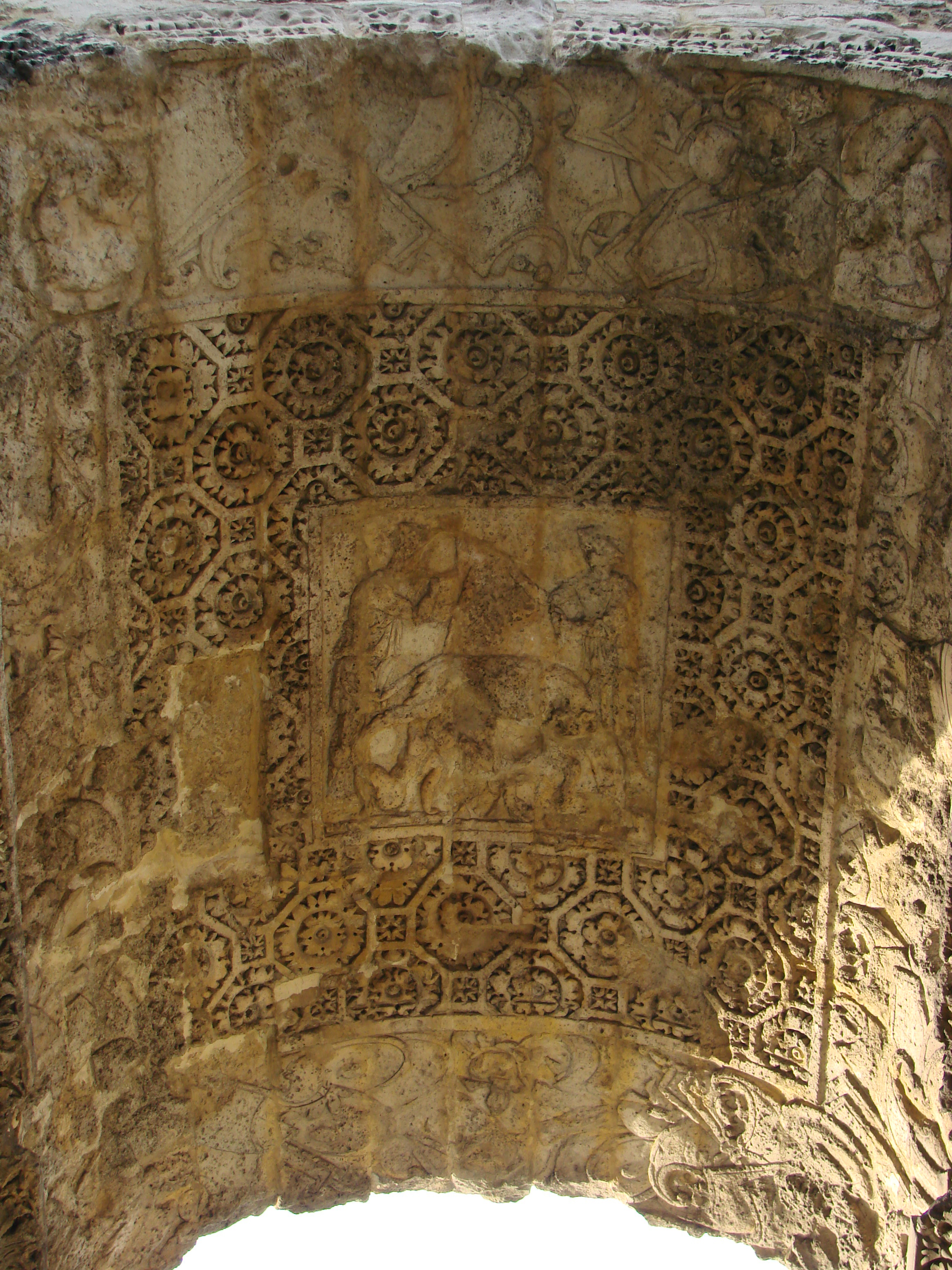
Romulus en Remus
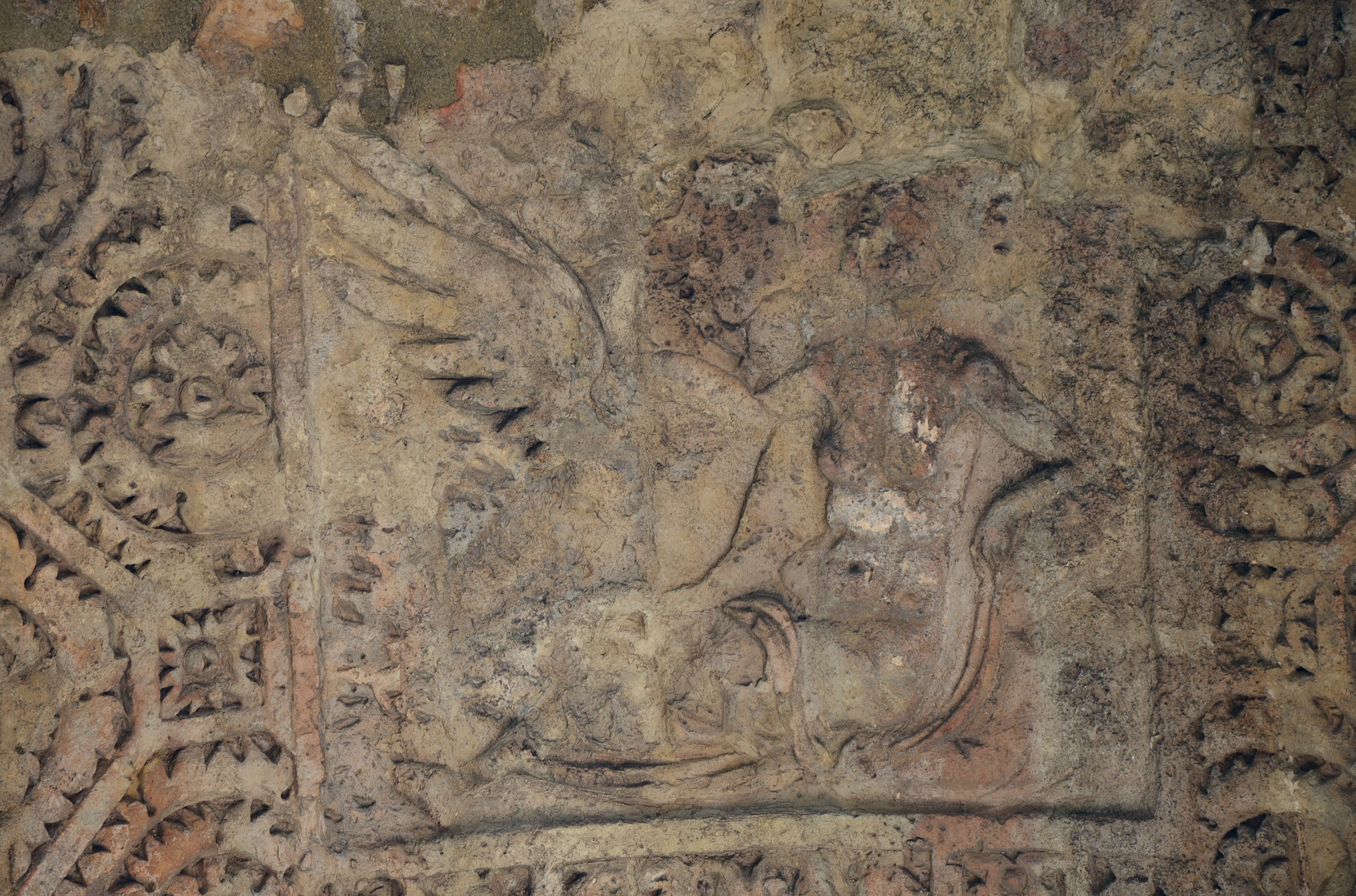
Leda en de zwaan